# 上诺伊基兴 (巴伐利亚州)
上诺伊基兴是德国巴伐利亚州的一个市镇。总面积19.60平方公里，总人口822人，其中男性434人，女性388人（2011年12月31日），人口密度42人/平方公里。